# 索斯尼夫卡 (佩列亞斯拉夫-赫梅利尼茨基區)
50°10′2″N 31°43′0″E / 50.16722°N 31.71667°E
索斯尼夫卡（烏克蘭語：Соснівка）是位於烏克蘭北部的村莊，由基辅州鲍里斯皮尔区的斯圖德尼基市鎮負責管轄。該村面積1.54平方公里，海拔高度112米，2001年人口108，人口密度每平方公里70.1人。